# Флаг Торецка
Флаг Торецка — флаг города Торецка Донецкой области, разработанный ОАО «Интерхоббитехника» (город Донецк) и утверждённый решением сессии Дзержинского городского совета от 25 июня 2003 года № 4/11-7.

## Описание флага
Флаг представляет собой знамя из трёх равновеликих горизонтальных полос зелёного, красного и чёрного цветов с соотношением сторон 2:3. В центре флага поверх полос изображена золотая фреза угольного комбайна с чёрным шестиугольником, на который возложены накрест золотые молот и кистень. Шестиугольник окружён голубым бензольным кольцом.

Зелёный цвет — символ надежды, радости, достатка, он также символизирует богатую растительность в городе. Чёрный цвет — залежи каменного угля в Донбассе, добыча которого — один из видов занятости трудового населения города Торецка. Красный цвет — символ мужества и казацкой победы. Золотая фреза в совокупности с возложенной накрест молотом и обушком в центре щита, с одной стороны, говорят об угольных шахтах города, а с другой стороны, символизируют угольное машиностроение (Новгородский машиностроительный завод и завод «Сенсор»). Бензольное кольцо — символ химической промышленности, представленную Дзержинским фенольным заводом.

## Флаг до 2003 года
Первый флаг Торецка разработан архитектором Татьяной Михайловной Кравченко, одобрен решением исполнительного комитета Дзержинского городского Совета народных депутатов (протокол № 16 от 17 января 1996) и утверждён решением Дзержинского городского Совета народных депутатов (протокол № 11 от 19 апреля 1996).
Тёмно-красный цвет символизирует историческое прошлое Торецка. В верхнем левом углу размещён герб города (также действовал до 2003 года). Символ герба включает чёрный, голубой, малиновый, серебряный и зелёный цвета. Чёрный — символ богатства недр и плодородия почв, зелёный — рост, обновление, молодости, серебряный цвет — цвет мудрости.